# Låg åkerskivling
Låg åkerskivling (Agrocybe vervacti) är en svampart som först beskrevs av Elias Fries, och fick sitt nu gällande namn av Rolf Singer 1936. Låg åkerskivling ingår i släktet marktofsskivlingar och familjen Strophariaceae.  Arten är reproducerande i Sverige. Inga underarter finns listade i Catalogue of Life.

## Bildgalleri

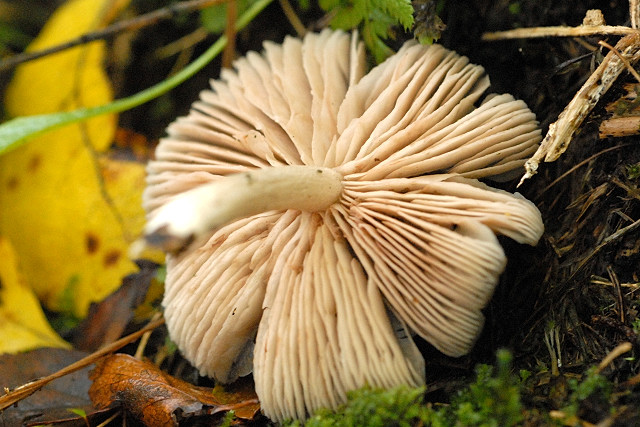